# Christopher Reich
Pour les articles homonymes, voir Reich (homonymie).
Christopher Reich, né le 12 novembre 1961 à Tokyo, au Japon, est un écrivain américain, auteur de roman policier et de thriller.

## Biographie
Il fait des études à l'université de Georgetown, puis à l'université du Texas à Austin où il obtient une maîtrise en administration des affaires. Il travaille dans des banques suisses avant de se consacrer à l'écriture en 1995.
En 1998, il publie son premier roman, Compte numéroté (Numbered Account), situé dans le milieu des banques d'affaires suisses. Selon Claude Mesplède, « la vraisemblance et l'intensité de ce récit classent d'emblée Christopher Reich parmi les maîtres du thriller financier ».

## Œuvre

### Romans

#### SérieJonathan Ransom
- Rules of Deception (2008) Publié en français sous le titre La Loi des dupes, Paris, Éditions Belfond, coll. « Belfond noir » (2009)  (ISBN 2-7144-4426-1) ; réédition, Paris, LGF, coll. « Le Livre de poche » no 31853 (2010)  (ISBN 978-2-253-12868-7)
- Rules of Vengeance (2009) Publié en français sous le titre Les Lois de la vengeance, Paris, Éditions Belfond, coll. « Belfond noir » (2011)  (ISBN 978-2-7144-4427-1) ; réédition, Paris, LGF, coll. « Le Livre de poche » no 33178 (2013)  (ISBN 978-2-253-16718-1)
- Rules of Betrayal (2010)

#### SérieSimon Riske
- The Take (2018)
- Crown Jewel (2019)
- The Palace (2020)

#### Autres romans
- Numbered Account (1998) Publié en français sous le titre Compte numéroté, Paris, Éditions Albin Michel (1998)  (ISBN 2-226-10609-X) ; réédition, Paris, LGF, coll. « Le Livre de poche » no 17160 (2000)  (ISBN 2-253-17160-3)
- The Runner (2000) Publié en français sous le titre Course contre la mort, Paris, Éditions de l'Archipel (2002)  (ISBN 2-84187-369-2) ; réédition, Paris, Éditions de l'Archipel, coll. « Archipoche » no 92 (2009)  (ISBN 978-2-35287-113-2)
- The First Billion (2002)
- The Devil's Banker (2003)
- The Patriots' Club (2005)
- The Prince of Risk (2013)
- Invasion of Privacy (2015)

## Sources
: document utilisé comme source pour la rédaction de cet article.
- Claude Mesplède (dir.), Dictionnaire des littératures policières, vol. 2 : J - Z, Nantes, Joseph K, coll. « Temps noir », 2007, 1086 p. (ISBN 978-2-910-68645-1, OCLC 315873361), p. 634.